# Friedrich Weßbecher
Friedrich Weßbecher (* 1950 in Karlsruhe; † September 1997 in Paris) war ein deutscher Maler, Objekt- und Environment-Künstler und Bildhauer, der ab 1980 sein Atelier in Fellbach hatte und zur damaligen Fellbacher Künstlerkolonie gehörte.

## Leben
Friedrich Weßbecher legte 1971 in Schwäbisch Gmünd das Abitur ab und arbeitete anschließend als Lagerarbeiter in Schwäbisch Gmünd und Ludwigsburg. Von 1972 bis 1973 studierte er an der Universität Stuttgart Germanistik und Politikwissenschaft.
Ab 1973 studierte er an der Staatlichen Akademie der bildenden Künste in Karlsruhe, u. a. bei Emil Schumacher Malerei und bei Albrecht von Hancke Kunsterziehung. 1975 legte er seine Werkprüfung ab. Von 1975 bis 1979 studierte er an der Staatlichen Akademie der Bildenden Künste in Stuttgart, u. a. bei Erich Mansen Freie Malerei.
Seit 1979 war er als freischaffender Künstler in Fellbach tätig, wo er ab 1980 in einem denkmalgeschützten Fachwerkhaus in der Butterstraße 1 sein Atelier hatte. In diesem ältesten Gebäude des Stadtteils Schmiden befinden sich heute ein Programmkino und die Stadtteil-Bibliothek. Er gehörte zur damaligen Fellbacher Künstlerkolonie, deren Mitglieder in seinem Atelier häufig zu Gast waren.  Die Qualität und Konsequenz seiner Arbeit brachte ihm bei Kennern den Ruf ein, einer der wichtigsten und vielversprechendsten Künstler seiner Generation im deutschen Südwesten zu sein.
1982 erhielt er ein Stipendium der Kunststiftung Baden-Württemberg. Ab 1982 hatte er einen Lehrauftrag an der Freien Kunstakademie Nürtingen, wo er eine Klasse für allgemeine künstlerische Gestaltung leitete. 1988 erhielt er Stipendien des Kunstfonds e. V. und der Cité Internationale des Arts Paris.
In einer Lebens- und Schaffenskrise zog er 1993 nach Leipzig, wo er in der freien Wirtschaft Veranstaltungs- und Medienprojekte konzipierte und durchführte. 1995 nahm er seine Arbeit als freier bildender Künstler und Filmautor wieder auf. Im September 1997 setzte er in Paris seinem Leben ein Ende und wurde dort auf dem Friedhof Père-Lachaise bestattet. Sein künstlerischer Nachlass wurde von der Stadt Fellbach übernommen, die ihm im Jahre 2000 posthum eine großangelegte Ausstellung in der „Alten Kelter“ widmete.

## Ausstellungen (Auswahl)
- Modena Art Galerie, Wien (1979)
- Städtische Galerie „Untere Schranne“, Biberach (1981)
- Haus der Kunststiftung Baden-Württemberg, Stuttgart (1984)
- „Im Paradiesgärtlein“, Installation, Kloster Adelhausen (1986)
- „Araneida“, Kunstverein Ortenau, Offenburg (1987)
- Videoprojekt „Schlagraum“ mit Hella Böhm für den WDR (1987)
- Mixed Media-Installation „Garten der Lüste I“, Skulpturenmuseum Glaskasten in Marl (1988)
- Mixed Media-Installation „Garten der Lüste II“, Badischer Kunstverein in Karlsruhe (1990)
- Multi-Media-Ensemble „Belvedere“, Zentrum für Kunst und Medien in Karlsruhe (1991)
- Videofilm „Lohmanns Pflicht und Die Reise ins Glück“ für W3 – Werkstatt für internationale Kultur und Politik in Hamburg
- Galerie Brigitte March International Contemporary Art, Stuttgart